# Levante (Schiff, 1939)
Die Levante der Atlas Levante-Linie (ALL) kam 1939 von den Nordseewerken in Emden als dritter Neubau in die Flotte der 1935 wieder neugegründeten Reederei. Allerdings wurde das Schiff für staatliche Aufgaben eingesetzt: anfangs als Truppentransporter nach Ostpreußen dann ab Oktober zur Umsiedlung von Baltendeutschen.

1940 gehörte die Levante zu den sieben Schiffen der „Ausfuhrstaffel“ für das Unternehmen Weserübung und war der einzige Transporter, der seine Ladung an den geplanten Ort brachte.
Bis zum Kriegsende war das Schiff an der norwegischen Küste als Transporter im Einsatz. Im Herbst 1945 wurde die Levante an Großbritannien ausgeliefert und in Empire Kent umbenannt. Von 1947 bis 1967 war sie dann als Oakmore für Linien von Furness, Withy & Co. eingesetzt.

## Geschichte des Schiffes
Die Levante lief am 21. April 1939 als dritter Neubau für die 1935 gegründete Atlas Levante-Linie bei den Nordseewerken in Emden vom Stapel und wurde am 5. Juli 1939 an die Auftraggeber abgeliefert. Sie war ein Schwesterschiff der beiden vorangegangenen Neubauten der Reederei, die 1936 als Cairo (4778 BRT) von der Kieler Germaniawerft und 1937 als Ankara (4768 BRT) von den Nordseewerken in Dienst gekommen waren. Diese waren die ersten modernen Schiffe der Reederei, die im September 1935 mit elf Schiffen aus den Beständen des Norddeutschen Lloyds (NDL) gegründet worden war, die aus den Jahren 1901 (Alimnia 3727 BRT) bis 1927 (Amsel 1756 BRT, Star 1724 BRT) stammten und bis auf vier alle kleiner als 1850 BRT waren.
Die Levante war 133,20 m lang und 17,26 m breit. Vermessen war das Schiff mit 4969 BRT bei einer Tragfähigkeit von 7344 tdw. Der Antrieb erfolgte über einen Dieselmotor von 4000 PSe, der ihr eine Dienstgeschwindigkeit von 14 Knoten ermöglichte. Das für den Mittelmeerdienst vorgesehene Schiff sollte eine 41-köpfige Besatzung erhalten und bot Platz für zwölf Kajütpassagiere. Es entsprach weitgehend den beiden zuvor gelieferten Neubauten.

### Einsatz im Zweiten Weltkrieg
Die Levante wurde am 5. Juli 1939 kurz vor dem Ausbruch des Zweiten Weltkriegs an die Bremer Reederei abgeliefert. Allerdings erfasste die Kriegsmarine den Neubau sofort, um ihn als Truppentransporter nach Ostpreußen im Rahmen der Vorbereitung des Überfalls auf Polen zu nutzen.
Das Schiff verblieb in der Ostsee und wurde ab Oktober vom Reichsverkehrsministerium im Rahmen der Umsiedlung von Baltendeutschen eingesetzt. Einen ersten Transport wickelte das Schiff mit 1255 Übersiedlern schon Anfang Oktober zwischen Riga und Danzig ab. Anfang Januar 1940 wurde die Levante aus dieser Aufgabe entlassen.
Im März 1940 wurde die Levante als Transporter für die Operation Weserübung, die deutsche Besetzung Norwegens, herangezogen. Sie wurde der „Ausfuhrstaffel“ zugeteilt, die das schwere Gerät der ersten Landungseinheiten transportieren sollte. Sie sollte mit den beiden anderen für Trondheim vorgesehenen Transportern Main (7624 BRT) und Sao Paulo (4977 BRT) unter anderem acht tschechische 10-cm-Haubitzen für zwei motorisierte Artilleriebatterien, acht 8,8-cm-Flugabwehrgeschütze für zwei Batterien sowie 18 2-cm-Flakgeschütze für eine motorisierte Einheit sowie eine Flugplatzkompanie neben weiteren militärischen Gütern transportieren.
Am frühen Morgen des 5. April verließen die Main und die Levante Brunsbüttel, um ihr Ziel rechtzeitig zu erreichen. Die beiden Schiffe trennten sich bald und versuchten alleinfahrend ihr Ziel zu erreichen. Die Main wurde am Morgen des 9. April nahe Haugesund vom alten norwegischen Zerstörer Draug versenkt. Die schon früher ausgelaufene Sao Paulo lief nahe Bergen auf eine norwegische Minensperre und sank kurz nach Mitternacht. Die Levante erreichte als einziges Schiff der Ausfuhrstaffel am Vormittag des 12. ihren Bestimmungshafen Trondheim und entlud dort Flugbenzin und Schmieröl in Fässern.

Sie wurde bis in den Sommer als Transporter von den deutschen Einheiten genutzt, wobei es gelegentlich zu Unstimmigkeiten zwischen den verschiedenen Wehrmachtsteilen kam. Im Juli transportierte sie Heeressoldaten und Ausrüstungen in das wieder zugängliche Narvik und brachte Marineangehörige von den dort verlorenen Zerstörern in den Süden.
In der zweiten Jahreshälfte gehörte auch die Levante als A 17 zu den für das Unternehmen Seelöwe bereitgestellten Transportern. Im Frühjahr 1941 kehrte das Schiff wieder nach Norwegen zurück, um Transporte entlang der Küste für die Wehrmacht abzuwickeln. Im August 1941 wurde sie vom britischen U-Boot Trident mit deren Bordgeschütz angegriffen und erlitt Schäden. Sechs an Bord dienstleistende Norweger wurden dabei getötet.

Am 25. November 1942 kollidierte die Levante vor Namsos mit dem Minensuchboot M 101, das sank. Über zehn Mann kamen dabei ums Leben. Der zur Rettung von Schiffbrüchigen eingesetzte Kutter der Levante ging dabei zeitweise verloren, konnte aber mit seiner Besatzung wiedergefunden werden, so dass der Transporter keine Verluste erlitt. Die Levante hatte zum Zeitpunkt des Unfalls fast 1000 Mann Heerestruppen an Bord.
Das Schiff blieb bis zum Kriegsende in Norwegen im Einsatz und befand sich am Ende in Oslo.
Im Oktober 1946 wurde die Levante nach Großbritannien ausgeliefert und kam als Empire Kent in Fahrt. Ab 1947 wurde sie dann als Oakmore für Linien von Furness, Withy & Co. zwischen Liverpool und Nordamerika eingesetzt. 1967 erfolgte der Abbruch des Schiffes in Avilés, Spanien.